# Прва лига Југославије у одбојци
Прва лига Југославије у одбојци је била највиша одбојкашка лига у СФР Југославији. Лига је формирана 1945. и одиграно је укупно 47 сезона пре него што је расформирана 1991. услед распада СФРЈ.
Најуспешнија екипа у овом периоду била је загребачка ХАОК Младост са 17 шампионских титула, следили су је ОК Партизан са 10 и ОК Црвена звезда са 5 титула. 

## Прваци
| Сезона | Првак                   | Вицепрвак              |
| ------ | ----------------------- | ---------------------- |
| 1945.  | селекција Хрватске      | селекција Словеније    |
| 1946.  | ОК Партизан             | ХАОК Младост           |
| 1947.  | ОК Партизан             | ОК Енотност Љубљана    |
| 1948.  | ХАОК Младост            | ОК Партизан            |
| 1949.  | ОК Партизан             | ОК Спартак Суботица    |
| 1950.  | ОК Партизан             | ОК Спартак Суботица    |
| 1951.  | ОК Црвена звезда        | ОК Браник Марибор      |
| 1952.  | ХАОК Младост            | ОК Црвена звезда       |
| 1953.  | ОК Партизан             | ХАОК Младост           |
| 1954.  | ОК Црвена звезда        | ХАОК Младост           |
| 1955.  | ОК Браник Марибор       | ХАОК Младост           |
| 1956.  | ОК Црвена звезда        | ОК Браник Марибор      |
| 1957.  | ОК Црвена звезда        | ОК Железничар Београд  |
| 1958.  | ОК Југославија Београд  | ХАОК Младост           |
| 1959.  | ОК Југославија Београд  | ХАОК Младост           |
| 1960.  | ОК Југославија Београд  | ХАОК Младост           |
| 1961.  | ОК Југославија Београд  | ХАОК Младост           |
| 1962.  | ХАОК Младост            | ОК Југославија Београд |
| 1963.  | ХАОК Младост            | ОК Железничар Београд  |
| 1964.  | ОК Железничар Београд   | ХАОК Младост           |
| 1965.  | ХАОК Младост            | ОК Железничар Београд  |
| 1966.  | ХАОК Младост            | ОК Партизан            |
| 1967.  | ОК Партизан             | ХАОК Младост           |
| 1968.  | ХАОК Младост            | ОК Партизан            |
| 1969.  | ХАОК Младост            | ОК Партизан            |
| 1970.  | ХАОК Младост            | ОК Кварнер Ријека      |
| 1971.  | ХАОК Младост            | ОК Партизан            |
| 1972.  | ГИК Банат Зрењанин      | ОК Партизан            |
| 1973.  | ОК Партизан             | ГИК Банат Зрењанин     |
| 1974.  | ОК Црвена звезда        | ОК Партизан            |
| 1975.  | ОК Спартак Суботица     | ХАОК Младост           |
| 1976.  | ОК Вардар Скопље        | ОК Црвена звезда       |
| 1977.  | ХАОК Младост            | ОК Партизан            |
| 1978.  | ОК Партизан             | ХАОК Младост           |
| 1979.  | ОК Модрича              | ОК Партизан            |
| 1980.  | ОК ВГСК Велико Градиште | ХАОК Младост           |
| 1981.  | ХАОК Младост            | ОК Војводина           |
| 1982.  | ХАОК Младост            | ОК Босна Сарајево      |
| 1983.  | ХАОК Младост            | ОК Војводина           |
| 1984.  | ХАОК Младост            | ОК Партизан            |
| 1985.  | ХАОК Младост            | ОК Босна Сарајево      |
| 1986.  | ХАОК Младост            | ОК Војводина           |
| 1987.  | ОК Босна Сарајево       | ОК Војводина           |
| 1988.  | ОК Војводина            | ХАОК Младост           |
| 1989.  | ОК Војводина            | ОК Партизан            |
| 1990.  | ОК Партизан             | ХАОК Младост           |
| 1991.  | ОК Партизан             | ОК Војводина           |

## Успешност клубова
| Клуб                    | Првак | Други | Година (првак)                                                                                        | Година (други)                                                                            |
| ----------------------- | ----- | ----- | --- | ----------------------------------------------------------------------------------------- |
| ХАОК Младост Загреб     | 17    | 15    | 1948, 1952, 1962, 1963, 1965, 1966, 1968, 1969, 1970, 1971, 1977, 1981, 1982, 1983, 1984, 1985, 1986. | 1946, 1953, 1954, 1955, 1958, 1959, 1960, 1961, 1964, 1967, 1975, 1978, 1980, 1988, 1990. |
| ОК Партизан             | 10    | 11    | 1946, 1947, 1949, 1950, 1953, 1967, 1973, 1978, 1990, 1991.                                           | 1948, 1966, 1968, 1969, 1971, 1972, 1974, 1977, 1979, 1984, 1989.                         |
| ОК Црвена звезда        | 5     | 2     | 1951, 1954, 1956, 1957, 1974.                                                                         | 1952, 1976.                                                                               |
| ОК Југославија Београд  | 4     | 1     | 1958, 1959, 1960, 1961.                                                                               | 1962.                                                                                     |
| ОК Војводина            | 2     | 5     | 1988, 1989.                                                                                           | 1981, 1983, 1986, 1987, 1991.                                                             |
| ОК Железничар Београд   | 1     | 3     | 1964.                                                                                                 | 1957, 1963, 1965.                                                                         |
| ОК Босна Сарајево       | 1     | 2     | 1987.                                                                                                 | 1982, 1984.                                                                               |
| ОК Спартак Суботица     | 1     | 2     | 1975.                                                                                                 | 1949, 1950.                                                                               |
| ОК Браник Марибор       | 1     | 2     | 1955.                                                                                                 | 1951, 1956.                                                                               |
| ГИК Банат Зрењанин      | 1     | 1     | 1972.                                                                                                 | 1973.                                                                                     |
| ОК ВГСК Велико Градиште | 1     | -     | 1980.                                                                                                 | -                                                                                         |
| ОК Модрича              | 1     | -     | 1979.                                                                                                 | -                                                                                         |
| ОК Вардар Скопље        | 1     | -     | 1976.                                                                                                 | -                                                                                         |
| селекција Хрватске      | 1     | -     | 1945.                                                                                                 | -                                                                                         |
| ОК Кварнер Ријека       | -     | 1     | - | 1970.                                                                                     |
| ОК Енотност Љубљана     | -     | 1     | - | 1947.                                                                                     |
| селекција Словеније     | -     | 1     | - | 1945.                                                                                     |